# Behruzeh Khanum
Behruzeh Khanum, död efter 1514, var gemål till shah Ismail I (regerade 1501–1524).
Hon var konkubin i Safavidernas harem. 
Hon tillfångatogs av osmanerna 1514 och satt fånge som gisslan i Konstantinopel innan hon utväxlades till Iran.